# 小浜八幡神社

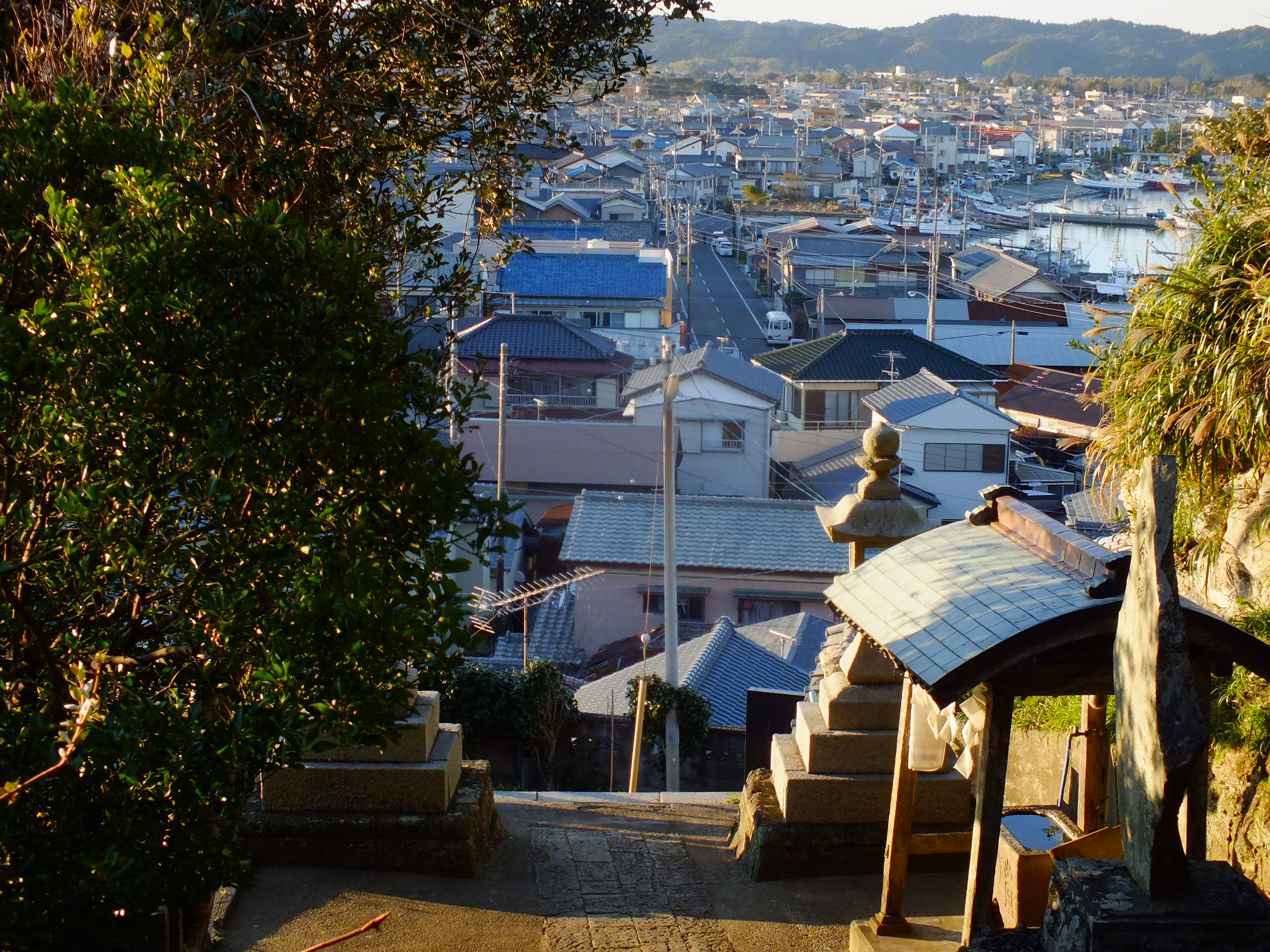
小浜八幡神社参道

小浜八幡神社（こばまはちまんじんじゃ）は、千葉県いすみ市大原10439の八幡岬にある八幡神社。新田野の八幡神社より分霊奉祀された。

## 概要

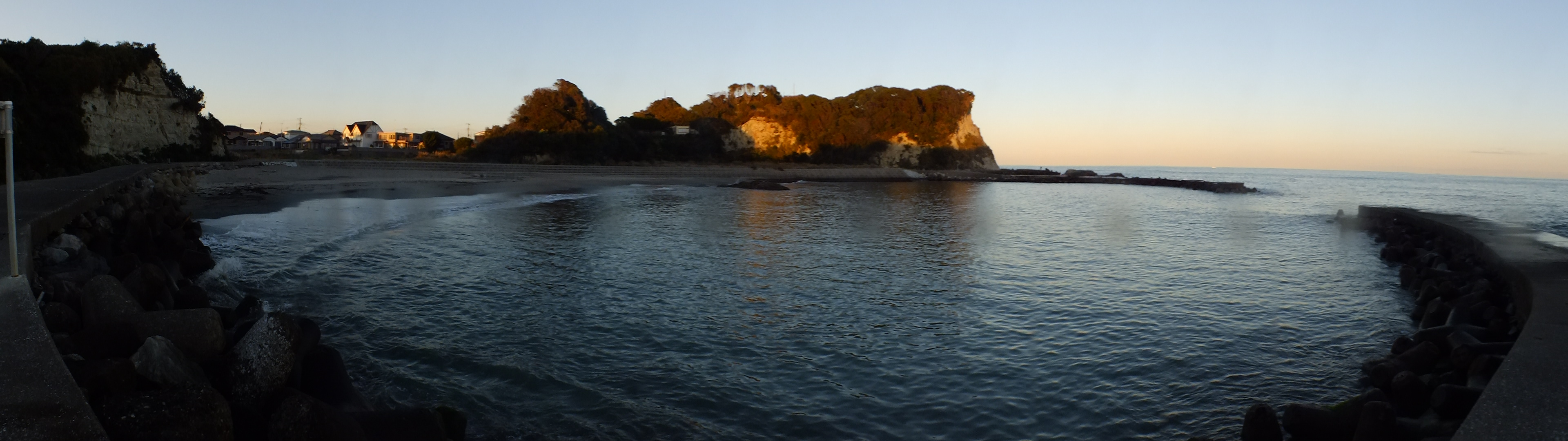
小浜八幡神社の建つ八幡岬全景

八幡岬上に位置し、地元では小浜八幡様とも呼ばれる。八幡岬は別称を鳶岬とも称され、断崖が海上に突出し、太平洋を一望する南方に向かって丹ヶ浦の奇勝が続き眺望に優れ、古来、文人墨客が多く歴訪した記録がある。社殿は丘陵をうがって建設されており、南には丹が浦を一望する。1145年（久安元年)の創建で、本町小濱は当初は新田野の八幡神社の氏子であったが、祭典参加等の面で不都合が多いなどの事情により、現在地に分霊奉祀されたものである。その他、長寿の絵馬、刀、槍、大型の錨などが納められている。
地区名:城山、根方、坂東。
小浜八幡神社がある八幡岬には、かつて小浜城があり、『房総治乱記』、『関八州古戦録』、『諸国廃城考』などに漢詩、漢文、和歌、俳句などに詠われ、書き継がれており、「はだか祭り」の代表的な祭唄として「小浜八幡さま、紅いもンが好きだ　染めてあげましょ　花染めに」が知られる。

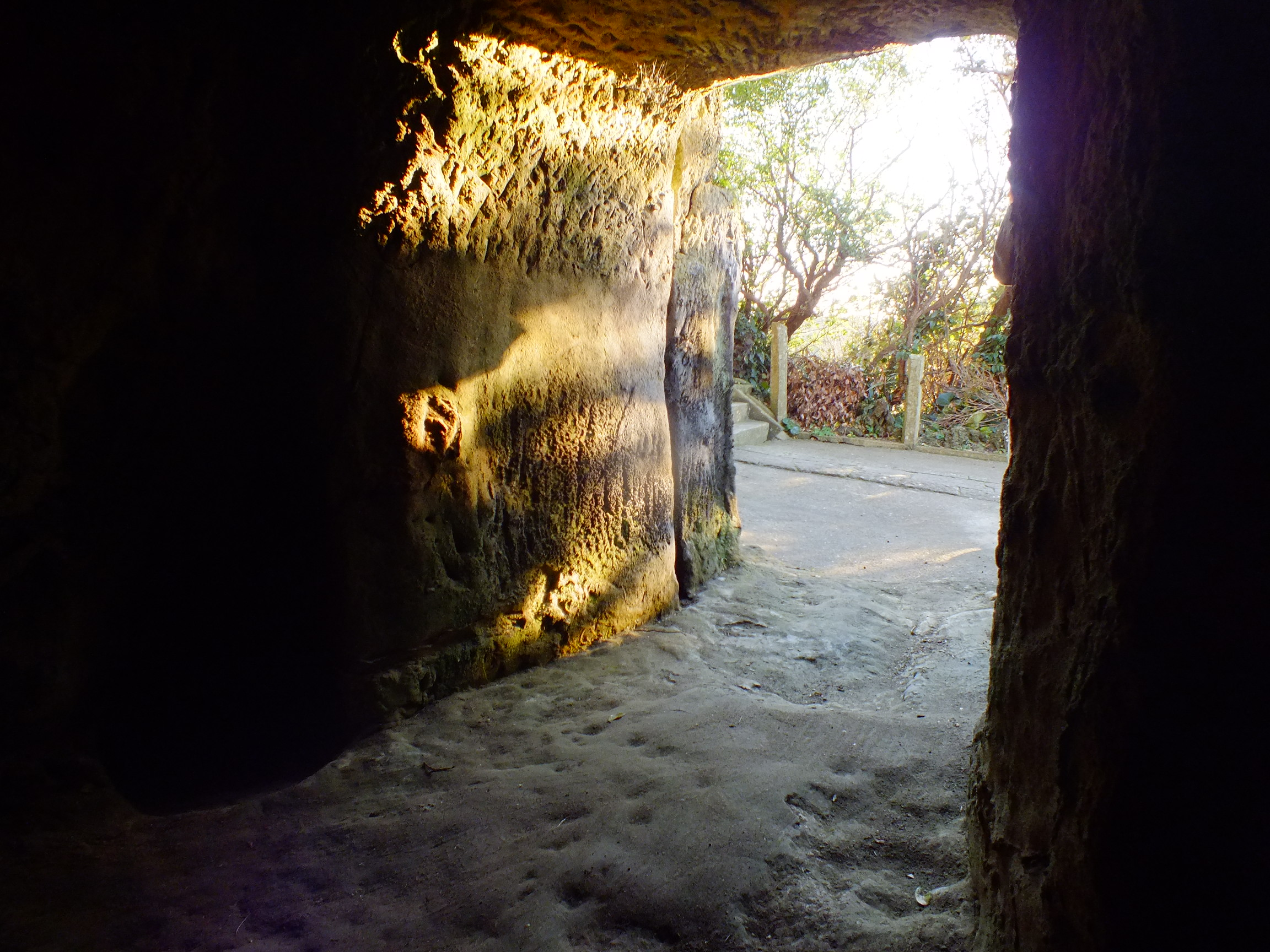
境内にある洞窟

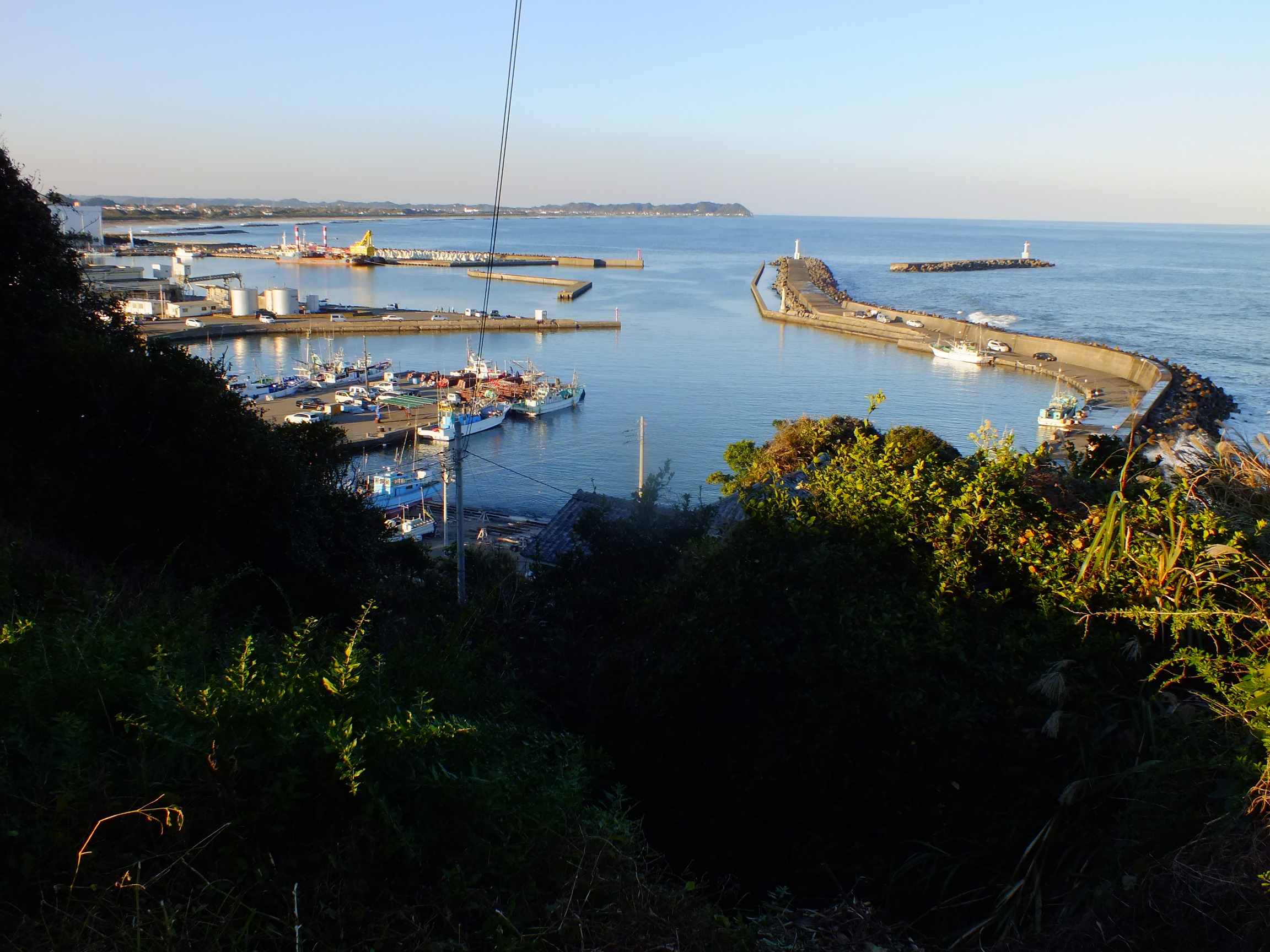
境内から望む大原漁港

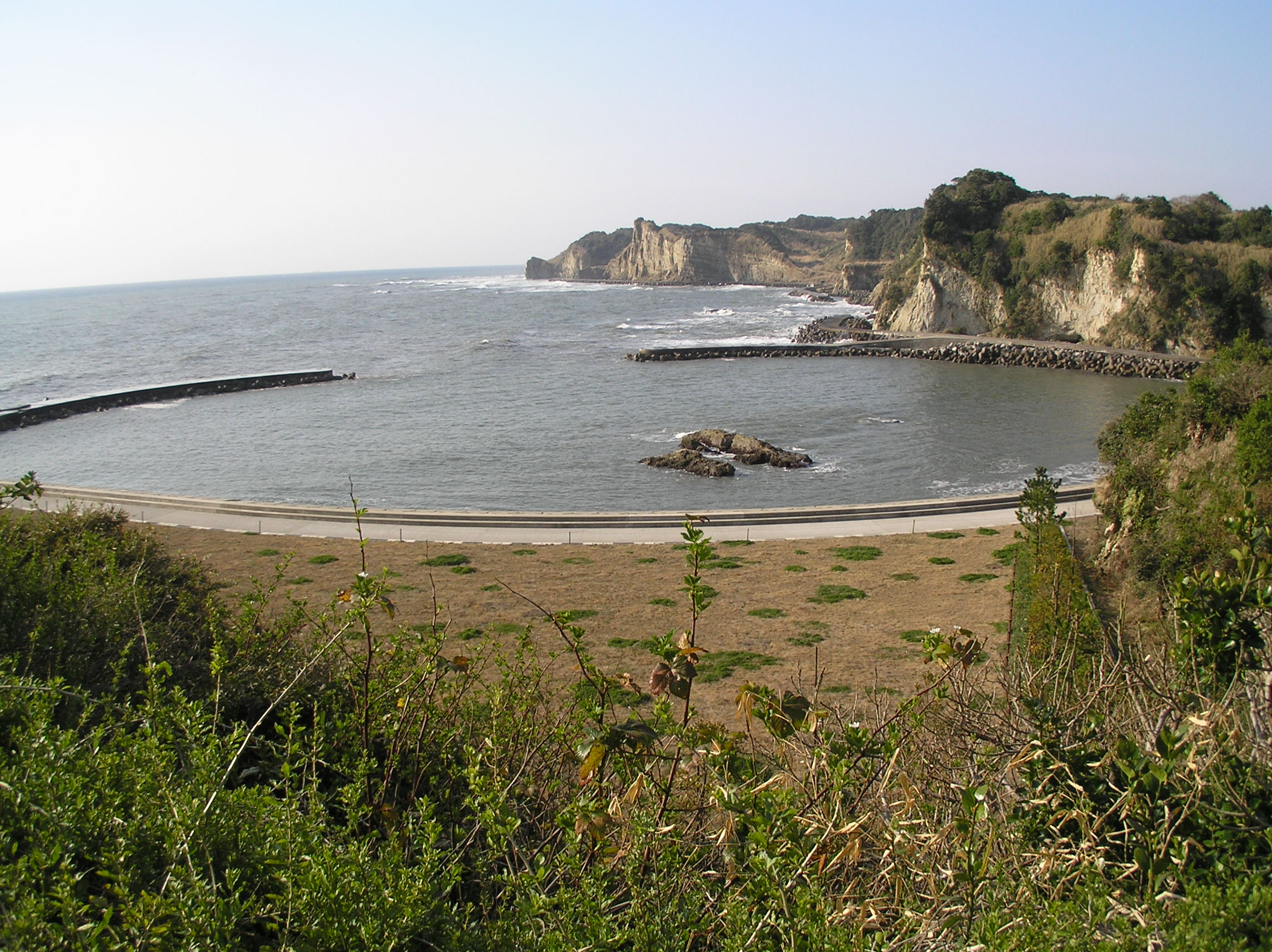
八幡岬から望む丹ヶ浦

## 祭神
- 譽田別尊[1]

## 神輿
神輿は伝統ある小濱八幡神社の様式を創建当時より変えずに現在に至っており、特に破風、彫刻、宝珠には特徴がある。宝珠の色は八幡総本宮（宇佐神宮）に由緒のある金銅色である。

## 行事
- 戦前までは七十五膳の神事が執り行われた[1]。

## 所在地
千葉県いすみ市大原10439